# Gizem Girişmen
Gizem Girişmen (née le 25 novembre 1981) est une archère handisport turque. Elle a notamment remporté la médaille d'or aux Jeux paralympiques d'été de 2008 à l'individuelle femme en arc classique W2.

## Palmarès
- Jeux paralympiques
  -  Médaille d'or à l'individuel femme en arc classique W2 aux Jeux paralympiques d'été de 2008 à Pékin.